# NGC 1611
NGC 1611 este o galaxie lenticulară situată în constelația Eridanul. A fost descoperită în 26 noiembrie 1786 de către William Herschel. Se află la o distanță de 57,63 de megaparseci de Pământ.